# لازاروس (نرم‌افزار)
لازاروس (به انگلیسی: Lazarus) یک محیط توسعه مجتمع (IDE) برای توسعه سریع نرم‌افزارها (RAD) است که از کامپایلر FPC استفاده کرده و تا درجه‌های مختلفی هم از گویش‌های آبجکت پاسکال پشتیبانی می‌کند. از این برنامه می‌توان برای توسعه دادن برنامه‌های کنسولی و برنامه‌های دارای واسط گرافیکی کاربر برای رایانه‌های رومیزی، دستگاه‌های موبایل، سرویس‌های وب، کتابخانه‌ها و … استفاده کرد. لازاروس از چند سکوی مختلف از جمله مک اواس ده، لینوکس و ویندوز پشتیبانی می‌کند و بر روی طیف وسیعی از سیستم‌عامل‌ها به صورت بومی native قابل اجراست.